# ميشال بارنيي
ميشال بارنيي (بالفرنسية: Michèle Bernier)‏ (باريس، 2 أوت 1956) ممثلة فرنسية، لها العديد من الأفلام السينمائية والتلفزية بالإضافة إلى المسلسلات والمسرحيات.

## من أفلامها

### السينيمائية
- 1981، ملك الحمقى (بالفرنسية: Le Roi des cons)‏ من إخراج فرانسيس بيران.
- 1984، القلب الجميل (بالفرنسية: Le Joli Cœur)‏ من إخراج فرانسيس بيران.
- 2009، الرجل وكلبه (بالفرنسية: Un homme et son chien)‏ من إخراج فرانسيس هيستر.

### التلفزية
- 2010، غضب (بالفرنسية: Colère)‏ من إخراج فرانسيس هيستر.

## روابط خارجية
- ميشال بارنيي على موقع IMDb (الإنجليزية)
- ميشال بارنيي على موقع ألو سيني (الفرنسية)
- ميشال بارنيي على موقع أول موفي (الإنجليزية)
- ميشال بارنيي على موقع قاعدة بيانات الفيلم (الإنجليزية)
- ميشال بارنيي على موقع كينوبويسك (الروسية)